# یوجنیوس ماریوس اوهلنبک

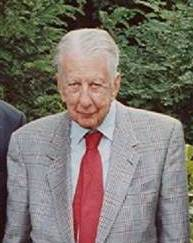
یوجنیوس ماریوس اوهلنبک (2002)

یوجنیوس ماریوس اوهلنبک (۱۹ اگوست ۱۹۱۳ در لاهه - ۲۷ مه ۲۰۰۳ در وورهوت) زبان‌شناس هلندی‌ست. آثار او عمدتاً در حوزه صرف است.